# Martalog
Martalogul  a fost, în evul mediu, un slujitor domnesc însărcinat cu paza granițelor și cu supravegherea punctelor vamale.